# Heodes zermattensis
Heodes zermattensis är en fjärilsart som beskrevs av Jules Ferdinand Fallou 1865. Heodes zermattensis ingår i släktet Heodes och familjen juvelvingar. Inga underarter finns listade i Catalogue of Life.